# 3-Way (cifrario)
Il 3-Way è un cifrario a blocchi sviluppato nel 1994 da Joan Daemen, più noto come disegnatore, insieme a Vincent Rijmen, dell'algoritmo Rijndael, vincitore del bando proposto dal NIST per la selezione del nuovo standard crittografico Advanced Encryption Standard (AES).

## Struttura
Il 3-Way opera su blocchi di dati la cui dimensione è di 96 bit: da notare che questo taglio non è una potenza di due come invece è nel caso dei più diffusi tagli di 64 (26) o 128 (27) bit. La chiave è anch'essa lunga 96 bit. Il numero "96" deriva dall'utilizzo nell'algoritmo di tre word da 32 bit ciascuna, da cui deriva anche il nome stesso del cifrario. Quando il 3-Way fu inventato, le chiavi ed i blocchi a 96 bit erano ritenuti discretamente robusti ma più recentemente i cifrari hanno iniziato ad usare blocchi da 128 bit, e pochi cifrari ancora usano chiavi più corte di 128 bit.
Il 3-Way è basato sulla ripetizione di 11 passaggi di una rete a sostituzione e permutazione ed è disegnato per essere molto efficiente su una vasta gamma di piattaforme, dai processori ad 8 bit fino all'uso su computer specializzato, presentando una struttura matematica che permette di realizzare le operazioni di decifratura nella stessa circuiteria costituente la cifratura.

## Sicurezza
Il 3-Way è vulnerabile ad un attacco correlato alla chiave: John Kelsey, Bruce Schneier e David Wagner hanno infatti mostrato come può essere violato con un attacco del genere utilizzando circa {\displaystyle 2^{22}} testi in chiaro scelti. Per questo motivo è sconsigliato l'uso dell'algoritmo se la chiave non è generata da un robusto PRNG o da una sorgente di bit sufficientemente non correlata, come una funzione di hash.